# Kepler-1649c
Kepler-1649c ist ein 2020 vom Weltraumteleskop Kepler aufgenommener Exoplanet, der seinen Wirtsstern Kepler-1649 umkreist und erforscht wird.

## Merkmale

### Masse und Umlaufbahn
Der Exoplanet wurde von der NASA als Gesteinsplanet identifiziert und ist der Erde von der Größe her sehr ähnlich, mit einem Radius, der 1,06 mal so groß ist wie der der Erde. Kepler-1649c umkreist seinen Wirtsstern Kepler-1649, einen Roten Zwerg vom Typ M, innerhalb der bewohnbaren Zone seines Sternensystems.
Im Jahr 2020 beschrieb  ihn Jeff Coughlin, der Direktor des K2-Wissenschaftsbüros von SETI, als den „erdähnlichsten Planeten“, den das Kepler-Weltraumteleskop bisher gefunden hat.

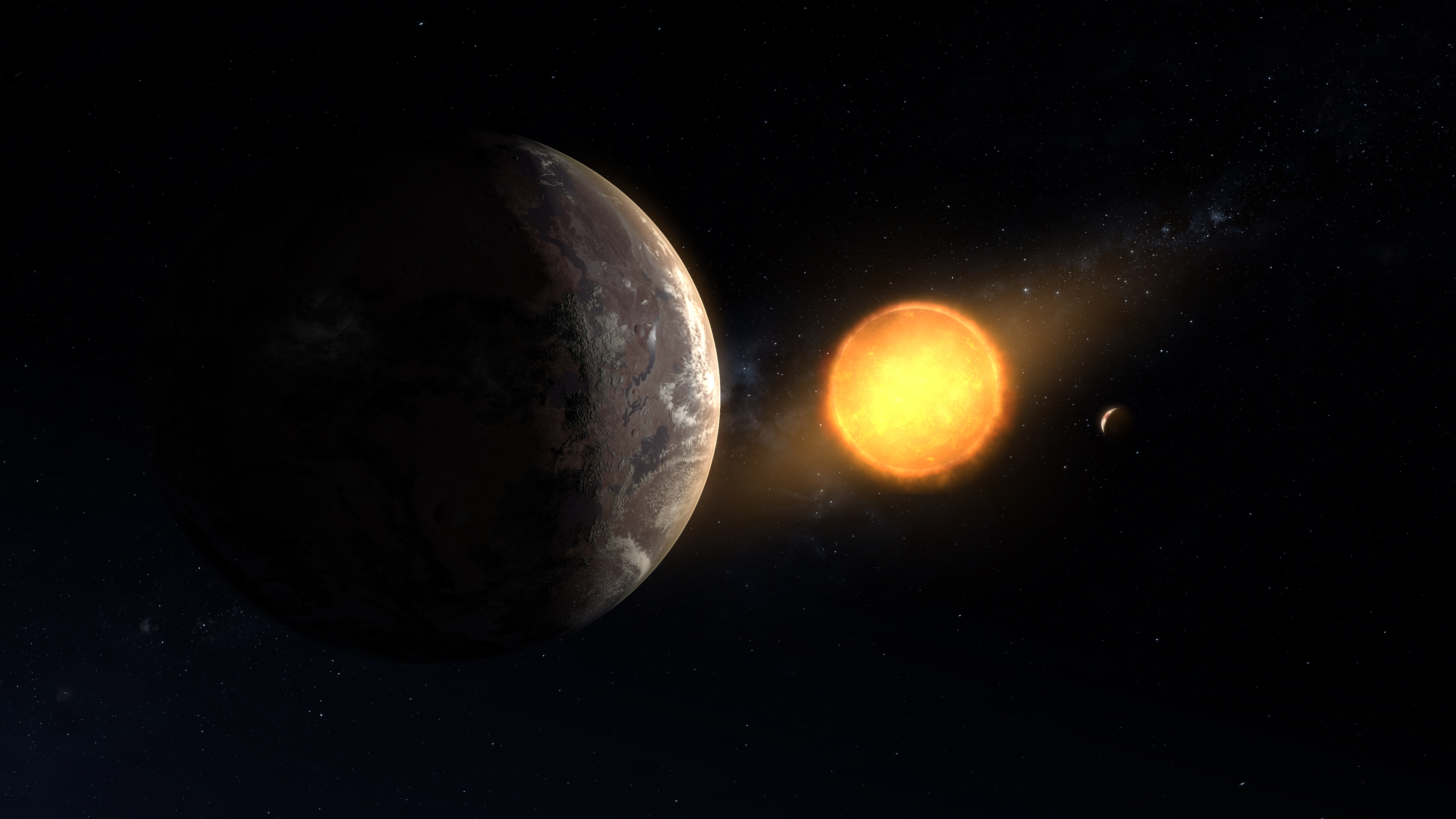
PIA23690-Exoplanet-Kepler1649c-20200415

### Klima
Über das Klima von Kepler-1649c ist sehr wenig bekannt. Man schätzt, dass er eine ähnliche Temperatur wie die Erde hat. Im Vergleich zu dem, was die Erde von der Sonne empfängt, empfängt der Exoplanet nur 75 % des Lichts seines Wirtssterns. Es ist unklar, wie sich die Atmosphäre von Kepler-1649c zusammensetzt.

### Wirtsstern Kepler-1649
Kepler-1649 ist ein Roter Zwergstern vom Typ M, dessen Radius auf etwa 1/4 des Radius unserer Sonne geschätzt wird. Er hat nur zwei bestätigte Planeten in seiner Umlaufbahn, der andere ist Kepler-1649b, der 2017 entdeckt wurde. Kepler-1649b ähnelt in zweierlei Hinsicht der Venus aus unserem eigenen Sonnensystem. Erstens haben Kepler-1649b und Venus beide Umlaufbahnen, die ungefähr den halben Radius des nächsten bekannten Planeten (Kepler-1649c bzw. Erde) haben, zweitens sind beide von ähnlicher Größe.